# Tim Cook
Timothy Donald “Tim” Cook (Robertsdale, Alabama, 1960. november 1. –) amerikai üzletember, az Apple vezérigazgatója.

## Karrierje
Cook az alabamai Robertsdale-ben nőtt fel, apja hajógyári munkás, anyja háztartásbeli volt. Cook a Robertsdale-i Gimnáziumban érettségizett, első diplomáját az Auburni Egyetem ipari mérnök szakán szerezte 1982-ben, majd üzleti tudományokat hallgatott a Duke Egyetemen, ahol 1988-ban diplomázott. Ezután 12 évig az IBM-nél dolgozott, majd a Compaq-hoz került.
Miután hat hónapot dolgozott a Compaq elnökhelyetteseként, Steve Jobs az Apple-höz hívta dolgozni. Feladata a beszállítói rendszer megreformálása és a cég raktározási rendszerében a „just-in-time” rendszer kiépítése volt. Cook 100-ról 24-re szorította le a beszállítók számát és előnyösebb szerződéseket csikart ki tőlük. Az egy hónapos raktározási periódust több lépésben előbb hat napra, majd kettőre csökkentette, így 19 Apple raktárból 10-et bezárhatott a cég. Jelentősen csökkentette a számítástechnikai eszközök gyártási idejét is.
2004-ben, 2009-ben és 2011 januárjában ő helyettesítette Jobsot betegszabadsága alatt. 2011. augusztus 25-i lemondásakor Steve Jobs őt nevezte meg utódjául.
Cook az Apple-nél betöltött pozíciója mellett a Nike igazgatótanácsának is tagja.

## Magánélete
Magánéletéről keveset tudni. 2014. október 30-án a Bloomberg Businessweeknek adott interjúban beszélt először nyilvánosan homoszexualitásáról.
Steve Jobsszal ellentétben nem szereti a nagy nyilvánosságot és a szereplést.  Mindennap hajnalban kel és némi testedzés után a munkájára koncentrál.